# Anisotacrus albinotatus
Anisotacrus albinotatus är en stekelart som beskrevs av Dmitriy R. Kasparyan 2007. Anisotacrus albinotatus ingår i släktet Anisotacrus och familjen brokparasitsteklar. Inga underarter finns listade i Catalogue of Life.